# Heerlijkheid Schœneck
Schœneck was een heerlijkheid in de Elzas.

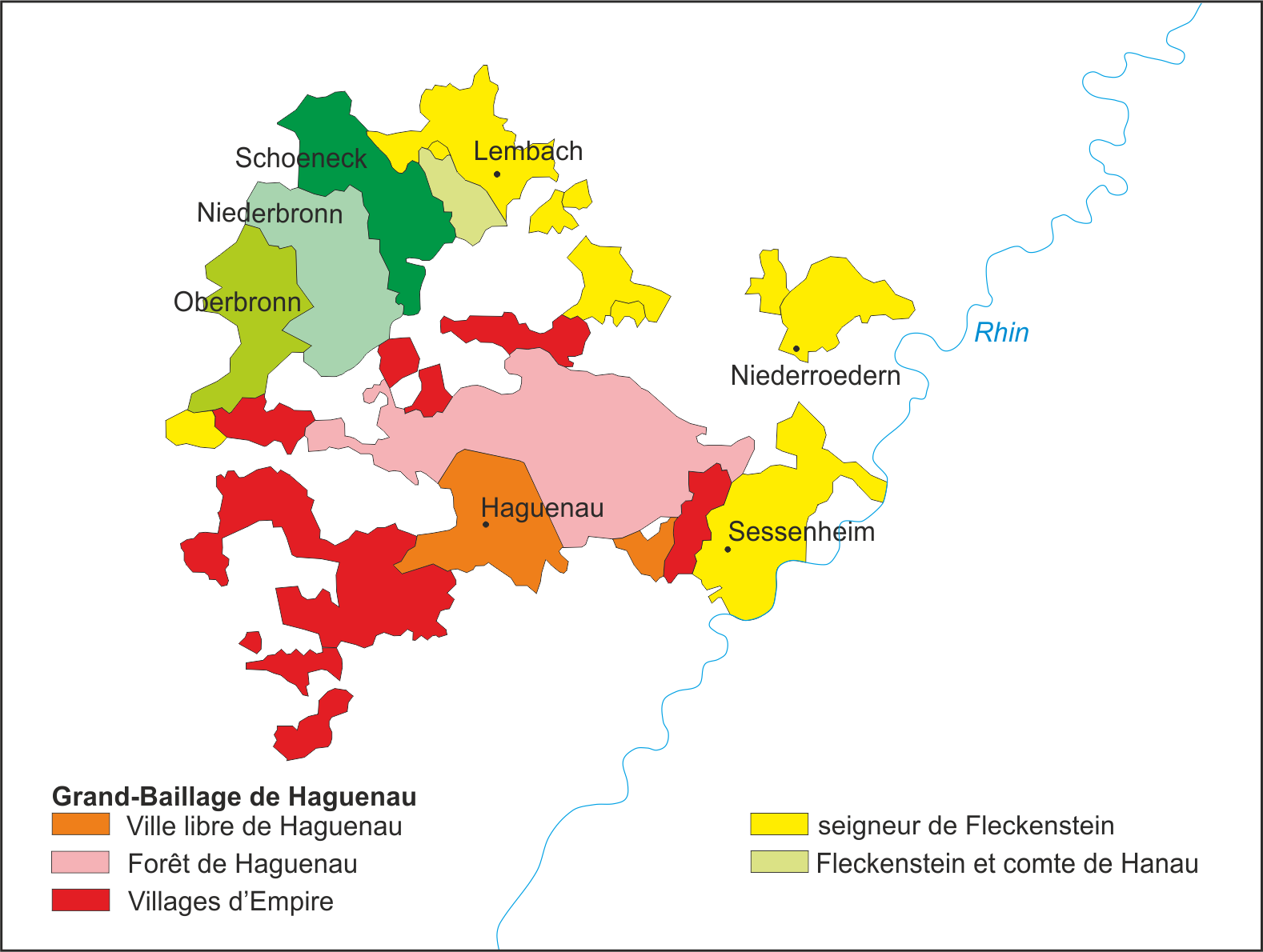
Kaart van de heerlijkheden Fleckenstein, Schoeneck, Niederbronn en Oberbronn

De heerlijkheid Schœneck bestond uit 7 kastelen en 9 dorpen. In 1480 kwam het na het uitsterven van de heren van Lichtenberg aan graaf Wecker van Zweibrücken-Bitche. In 1517 kwam het kasteel als achterleen aan de familie Eckbrecht von Dürckheim. Verder kwam toen ook 1/4 van Dambach en Neunhofen aan Eckbrecht von Dürckheim. In 1542 werd een tweede kwart van Dambach verworven van het graafschap Hanau-Lichtenberg. De familie Eckbrecht von Dürckheim bleef tot 1793 (Franse Revolutie) in het bezit van de heerlijkheid. In 1680 was de soevereiniteit over de heerlijkheid overgegaan aan koninkrijk Frankrijk, waardoor er een eind kwam aan de band met het Heilige Roomse Rijk.